# Baeksuk
Le baeksuk (hangeul : 백숙 ; hanja : 白熟) est un terme culinaire coréen désignant les plats préparés en faisant bouillir ou cuire à la vapeur de la viande ou du poisson pour qu'ils soient bien cuits sans assaisonnement. Le baeksuk est préparé avec du poulet ou du faisan avec beaucoup d'eau pendant plusieurs heures. Cependant, le terme désigne généralement le dakbaeksuk (닭백숙, baeksuk au poulet), ou ragoût de poulet, dont la recette et les ingrédients sont similaires au samgyetang. Alors que le samgyetang est composé de ginseng, de diverses herbes, de châtaignes et de jujubes, le dakbaeksuk se compose d'ingrédients plus simples, comme du poulet, de l'eau et de l'ail. Le poulet peut être farci de riz glutineux.
Lorsque la cuisson est terminée, du sel et de la ciboule émincée (daepa, 대파) sont ajoutés au bol du convive selon son goût. Si le baesuk n'est pas farci de riz glutineux, il est généralement consommé avec du riz cuit. Il est souvent considéré comme une variante plus simple et moins chère du samgyetang. Parfois, il est utilisé à tort comme un autre mot pour samgyetang.

## Dak hanmari

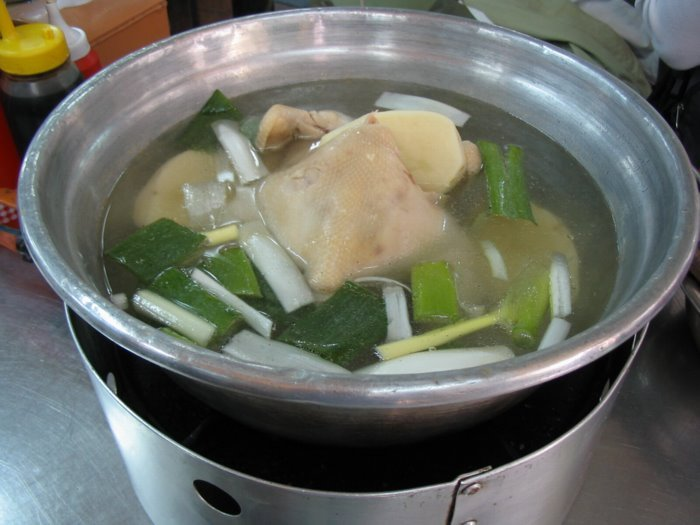
Dak hanmari (ragoût de poulet) au marché de Dongdaemun, Séoul, Corée du Sud

Le dak hanmari (닭한마리) est un plat populaire sud-coréen qui s'est développé à partir du baeksuk, qui serait originaire du quartier de Dongdaemun, à Séoul, depuis les années 1960. Ce plat signifie littéralement « un poulet entier » en coréen, car les convives peuvent manger plusieurs types d'aliments à partir d'un poulet : la chair du poulet, sa riche soupe, le kalguksu, les pommes de terre et le garae-tteok (gâteau de riz en forme de cylindre). Il peut être consommé avec un bouillon clair comme le baeksuk, ou assaisonné avec une sauce à base de gochujang (pâte de piment).